# 姚昊
姚昊（1457年—？），字文大，福建福州府福清縣軍籍，閩縣人，明朝政治人物。

## 生平
弘治五年（1492年）壬子科福建鄉試第六十一名舉人。弘治六年（1493年）中式癸丑科會試第二百七十三名，三甲第一百四十名進士。歷官升南京户部署郎中事员外郎，正德五年（1510年）十一月升陕西布政司右参议。

## 家族
曾祖姚禮；祖父姚桂；父姚賢，母劉氏。慈侍下。兄姚昇。